# Gnatholabis hirsuta
Gnatholabis hirsuta är en skalbaggsart som beskrevs av Ohaus 1901. Gnatholabis hirsuta ingår i släktet Gnatholabis och familjen Rutelidae. Inga underarter finns listade i Catalogue of Life.